# Ernest Menault
Ernest Menault (1830, Angerville - 1903) est un auteur et zoologiste français.
Menault a écrit, principalement Les Insectes nuisibles à l'Agriculture et à la Viticulture, L'intelligence des animaux et L'amour maternel chez les animaux. Une critique parue dans la revue Nature pour son livre L’intelligence des animaux, notait que « nous n'avons pas été amenés à nous faire une très haute opinion de sa physiologie ou de sa philosophie générale ; mais il a compilé un volume des plus divertissants, rempli d'histoires des plus amusantes, des histoires sur toutes sortes d'animaux, des fourmis aux orang-outangs.

## Publications sélectionnées
- Les Insectes nuisibles à l'Agriculture et à la Viticulture (1866)
- L'intelligence des animaux (1872)
- Histoire agricole du Berry : monographie agricole du Cher, Paris : Librairie Hachette & Cie, 1890. — (tome 1 : en ligne